# Aegocera naveli
Aegocera naveli är en fjärilsart som beskrevs av Le Cerf 1922. Aegocera naveli ingår i släktet Aegocera och familjen nattflyn. Inga underarter finns listade i Catalogue of Life.